# Spermophagus termaculatus
Spermophagus termaculatus là một loài bọ cánh cứng trong họ Bruchidae. Loài này được Montrouzier miêu tả khoa học năm 1860.